# Mauriac, Cantal
Mauriac este un oraș în Franța, sub-prefectură a departamentului Cantal în regiunea Auvergne. 
Mauriac este o comună în departamentul Cantal, Franța. În 2009 avea o populație de 3854 de locuitori.